# Cluring (Cluring)
Cluring is een bestuurslaag in het regentschap Banyuwangi van de provincie Oost-Java, Indonesië. Cluring telt 10.120 inwoners (volkstelling 2010).